# Eriosema bojeri
Eriosema bojeri är en ärtväxtart som beskrevs av John Gilbert Baker. Eriosema bojeri ingår i släktet Eriosema och familjen ärtväxter. Inga underarter finns listade i Catalogue of Life.